# Dawid Kubacki
Dawid Grzegorz Kubacki (Nowy Targ, 12 marzo 1990) è un saltatore con gli sci polacco.
Nel suo palmarès figurano tra l'altro due medaglie olimpiche, cinque medaglie iridate e un Torneo dei quattro trampolini.

## Biografia
Kubacki, originario di Szaflary, in Coppa del Mondo ha esordito il 16 gennaio 2009 a Zakopane (49º) e ha ottenuto la prima vittoria, nonché primo podio, il 3 dicembre 2016 a Klingenthal.
In carriera ha partecipato a tre edizioni dei Giochi olimpici invernali, Soči 2014 (32º nel trampolino normale), Pyeongchang 2018 (35º nel trampolino normale, 10º nel trampolino lungo, 3º nella gara a squadre) e Pechino 2022, dove ha vinto la medaglia di bronzo nel trampolino normale e si è classificato 26º nel trampolino lungo, 6º nella gara a squadre e 6º nella gara a squadre mista. Ha inoltre preso parte a sette edizioni dei Campionati mondiali, vincendo cinque medaglie, e a cinque dei Mondiali di volo, vincendo due medaglie.
Nella stagione 2019-2020 ha conquistato il Torneo dei quattro trampolini.

## Palmarès

### Olimpiadi
- 2 medaglie:
  - 2 bronzi (gara a squadre a Pyeongchang 2018; trampolino normale a Pechino 2022)

### Mondiali
- 5 medaglie:
  - 2 ori (gara a squadre dal trampolino lungo a Lahti 2017; trampolino normale a Seefeld in Tirol 2019)
  - 3 bronzi (gara a squadre dal trampolino lungo a Val di Fiemme 2013; gara a squadre dal trampolino lungo a Oberstdorf 2021; trampolino lungo a Planica 2023)

### Mondiali di volo
- 2 medaglie:
  - 2 bronzi (gara a squadre a Oberstdorf 2018; gara a squadre a Planica 2020)

### Coppa del Mondo
- Miglior piazzamento in classifica generale: 4º nel 2020 e nel 2023
- 61 podi (38 individuali, 23 a squadre):
  - 19 vittorie (11 individuali, 8 a squadre)
  - 19 secondi posti (9 individuali, 10 a squadre)
  - 23 terzi posti (18 individuali, 5 a squadre)

#### Coppa del Mondo - vittorie
| Data             | Località               | Nazione     | Trampolino                                                       |
| ---------------- | ---------------------- | ----------- | ---------------------------------------------------------------- |
| 3 dicembre 2016  | Klingenthal            | Germania    | Vogtland Arena HS140 (con Piotr Żyła, Kamil Stoch e Maciej Kot)  |
| 28 gennaio 2017  | Willingen              | Germania    | Mühlenkopf HS145 (con Piotr Żyła, Maciej Kot e Kamil Stoch)      |
| 27 gennaio 2018  | Zakopane               | Polonia     | Wielka Krokiew HS140 (con Maciej Kot, Stefan Hula e Kamil Stoch) |
| 17 novembre 2018 | Wisła                  | Polonia     | Malinka HS134 (con Piotr Żyła, Jakub Wolny e Kamil Stoch)        |
| 13 gennaio 2019  | Val di Fiemme          | Italia      | Giuseppe Dal Ben HS135                                           |
| 15 febbraio 2019 | Willingen              | Germania    | Mühlenkopf HS145 (con Piotr Żyła, Jakub Wolny e Kamil Stoch)     |
| 23 marzo 2019    | Planica                | Slovenia    | Letalnica HS240 (con Jakub Wolny, Kamil Stoch e Piotr Żyła)      |
| 14 dicembre 2019 | Klingenthal            | Germania    | Vogtland Arena HS140 (con Piotr Żyła, Jakub Wolny e Kamil Stoch) |
| 6 gennaio 2020   | Bischofshofen          | Austria     | Paul Ausserleitner HS140                                         |
| 18 gennaio 2020  | Titisee-Neustadt       | Germania    | Hochfirst HS142                                                  |
| 19 gennaio 2020  | Titisee-Neustadt       | Germania    | Hochfirst HS142                                                  |
| 1º gennaio 2021  | Garmisch-Partenkirchen | Germania    | Große Olympiaschanze HS142                                       |
| 5 novembre 2022  | Wisła                  | Polonia     | Malinka HS134                                                    |
| 6 novembre 2022  | Wisła                  | Polonia     | Malinka HS134                                                    |
| 11 dicembre 2022 | Titisee-Neustadt       | Germania    | Hochfirst HS142                                                  |
| 18 dicembre 2022 | Engelberg              | Svizzera    | Gross-Titlis-Schanze HS140                                       |
| 4 gennaio 2023   | Innsbruck              | Austria     | Bergisel HS130                                                   |
| 11 febbraio 2023 | Lake Placid            | Stati Uniti | MacKenzie HS128 (con Piotr Żyła)                                 |
| 16 marzo 2023    | Lillehammer            | Norvegia    | Lysgårdsbakken HS140                                             |

#### Torneo dei quattro trampolini
- Vincitore del Torneo dei quattro trampolini nel 2020
- 13 podi di tappa[2]:
  - 3 vittorie
  - 2 secondi posti
  - 8 terzi posti

### Summer Grand Prix
- Vincitore del Summer Grand Prix di salto con gli sci nel 2018, nel 2020, nel 2021 e nel 2023
- 34 podi (23 individuali, 11 squadre):
  - 21 vittorie (14 individuali, 7 a squadre)
  - 10 secondi posti (6 individuali, 4 a squadre)
  - 3 terzi posti (individuali)

#### Summer Grand Prix - vittorie
| Data              | Località     | Nazione  | Trampolino                                                             |
| ----------------- | ------------ | -------- | ---------------------------------------------------------------------- |
| 7 agosto 2010     | Hinterzarten | Germania | Rothaus-Schanze HS108 (con Krzysztof Miętus, Adam Małysz e Maciej Kot) |
| 2 agosto 2013     | Wisła        | Polonia  | Malinka HS134 (con Kamil Stoch, Krzysztof Biegun e Maciej Kot)         |
| 25 luglio 2014    | Wisła        | Polonia  | Malinka HS134 (con Kamil Stoch, Piotr Żyła e Maciej Kot)               |
| 31 luglio 2014    | Wisła        | Polonia  | Malinka HS134 (con Kamil Stoch, Piotr Żyła e Maciej Kot)               |
| 1º agosto 2015    | Wisła        | Polonia  | Malinka HS134                                                          |
| 8 agosto 2015     | Hinterzarten | Germania | Rothaus-Schanze HS108                                                  |
| 14 luglio 2017    | Wisła        | Polonia  | Malinka HS134 (con Kamil Stoch, Piotr Żyła e Maciej Kot)               |
| 15 luglio 2017    | Wisła        | Polonia  | Malinka HS134                                                          |
| 29 luglio 2017    | Hinterzarten | Germania | Rothaus-Schanze HS108                                                  |
| 12 agosto 2017    | Courchevel   | Francia  | Trampolino del Praz HS135                                              |
| 1º ottobre 2017   | Hinzenbach   | Austria  | Aigner HS90                                                            |
| 3 ottobre 2017    | Klingenthal  | Germania | Vogtland Arena HS140                                                   |
| 21 luglio 2018    | Wisła        | Polonia  | Malinka HS134 (con Kamil Stoch, Piotr Żyła e Maciej Kot)               |
| 20 luglio 2019    | Wisła        | Polonia  | Malinka HS134 (con Piotr Żyła, Aleksander Zniszczoł e Kamil Stoch)     |
| 29 settembre 2019 | Hinzenbach   | Austria  | Aigner HS90                                                            |
| 22 agosto 2020    | Wisła        | Polonia  | Malinka HS134                                                          |
| 23 agosto 2020    | Wisła        | Polonia  | Malinka HS134                                                          |
| 18 luglio 2021    | Wisła        | Polonia  | Malinka HS134                                                          |
| 23 luglio 2022    | Wisła        | Polonia  | Malinka HS134                                                          |
| 25 settembre 2022 | Hinzenbach   | Austria  | Aigner HS90                                                            |
| 2 ottobre 2022    | Klingenthal  | Germania | Vogtland Arena HS140                                                   |